# Kaple Nejsvětější Trojice (Doubice)
Polní kaple Nejsvětější Trojice stojí jihozápadně od obce Doubice. Postavena byla v první polovině 18. století v barokním slohu.

## Historie
Malou kapli dala postavit doubická rodina Simchenových ze statku č. p. 13 (dnes po přečíslování č. ev. 199) v první polovině 18. století. Podle soupisu kaplí z 30. let 19. století byla postavena pravděpodobně roku 1728 nebo 1729. Využívána byla k modlitbám za požehnání úrody a oslavám svátku Nejsvětější Trojice. V 19. století patřilo pole s kaplí rodině Frindových. Drobná sakrální stavba byla svými majiteli průběžně udržována, a to až do druhé světové války. Po následném odsunu původních obyvatel vsi se o kapli nikdo nestaral, a ta postupně chátrala. Na počátku 21. století stály pouze obvodové zdi s klenbou, chyběla střecha, štít a vnitřní vybavení. Rekonstrukci zajistilo vedení obce Doubice. Roku 2004 byla kaple zastřešena a dočkala se i nových omítek. Další opravy proběhly v druhé polovině roku 2009. Fasáda byla upravena tak, aby kopírovala původní vzhled stavby, střecha byla doplněna o malou věžičku a dostala novou krytinu. Drobnými úpravami prošlo rovněž bezprostřední okolí (ošetření lípy u kaple, výsadba nové). V poslední den roku 2009 se u kaple konalo slavnostní setkání spojené s novoročním projevem starosty obce Martina Schulze. Kaple Nejsvětější Trojice je ve vlastnictví obce Doubice. V těsné blízkosti kaple roste mohutná lípa.
Není sice chráněna jako památný strom, ale tuto ochranu by si jistě zasloužila.

## Popis
Stavba je obdélného (téměř čtvercového) půdorysu. V průčelí je vchod s pískovcovým ostěním uzavřený mříží. Na římsu navazuje štít, ve kterém bývala původně nika. Kaple nemá okna. Fasáda je růžová, doplněná kamennými římsami. Střecha je krytá pálenými taškami, uprostřed je umístěn malý čtverhranný sanktusník se zvonem. Interiér je zaklenut křížovou klenbou. Podlaha a oltář jsou z kamene. Původní obraz Nejsvětější Trojice, ukradený po druhé světové válce, nahradil dřevěný krucifix.

## Galerie

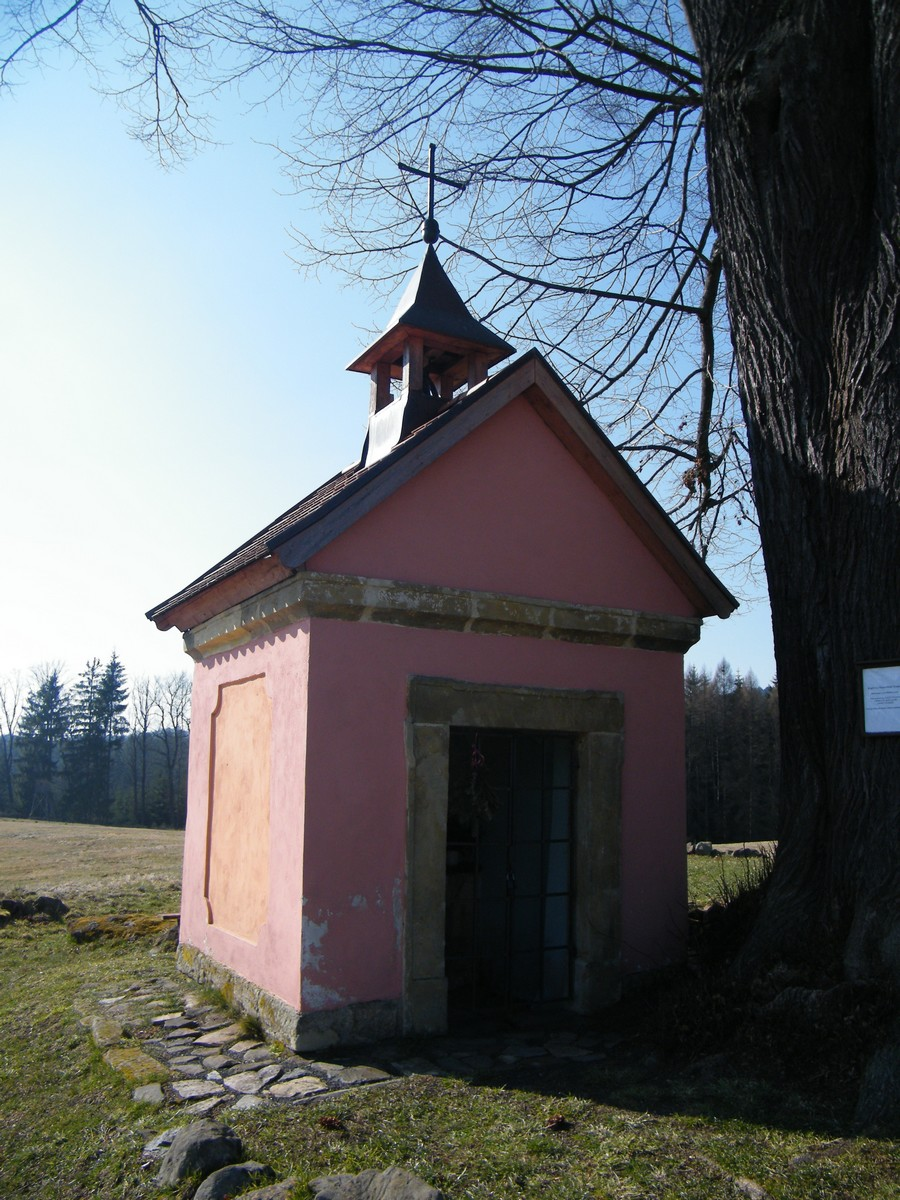
Kaple
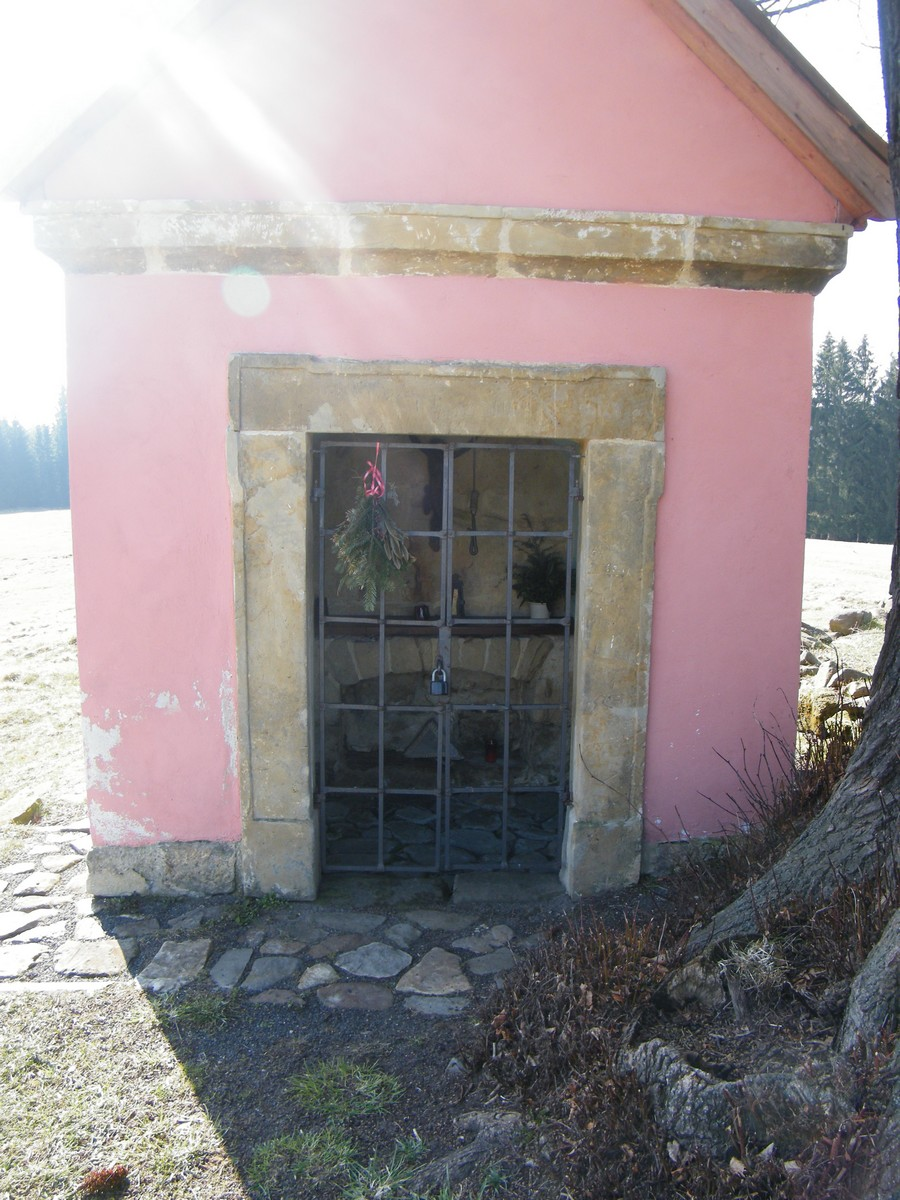
Kaple
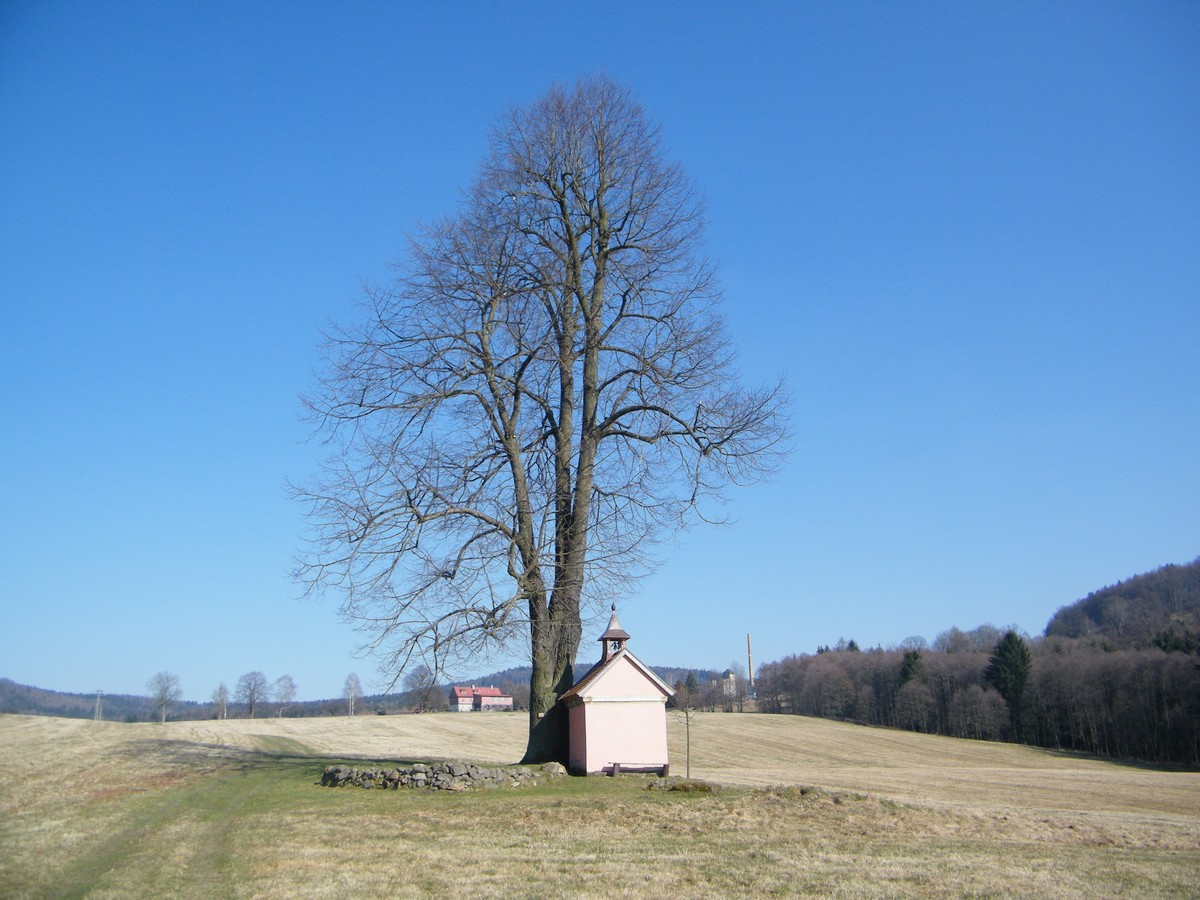
Kaple
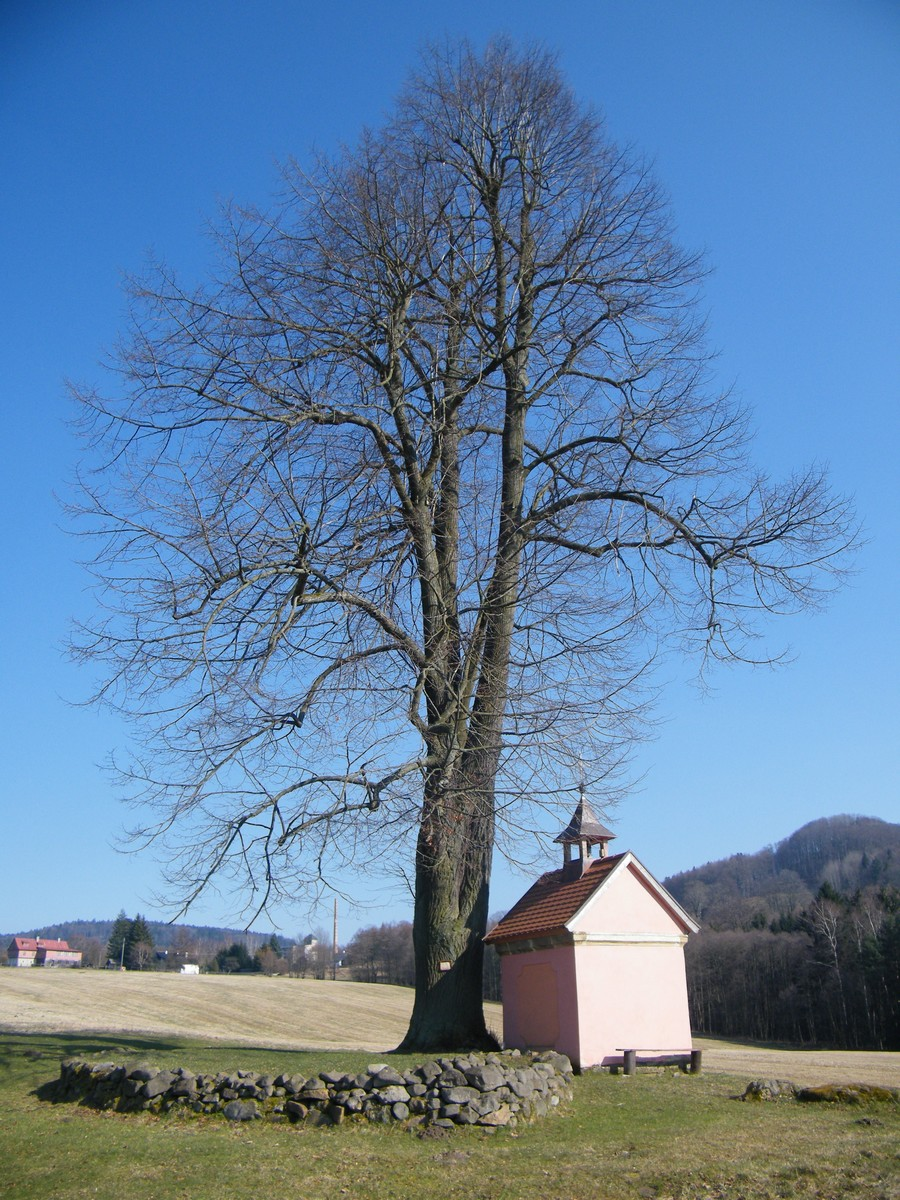
Kaple